# NGC 281
NGC 281 ist ein Emissionsnebel im Sternbild Kassiopeia am Nordsternhimmel, der 9500 Lichtjahre von der Erde entfernt ist. Der Nebel ist im Index-Katalog als IC 11 erfasst und wird umgangssprachlich wegen seiner Ähnlichkeit mit der  bekannten gleichnamigen Videospiel-Hauptfigur vor allem im englischen Sprachraum auch als Pac-Man-Nebel bezeichnet. In NGC 281 ist der offene Sternhaufen IC 1590 eingebettet, dessen Sterne um das Zentrum des Nebels verstreut sind und von denen einige durch ihre Röntgenstrahlung hervortreten. Das hellste Mitglied von IC 1590, das Mehrfachsternsystem BD +55° 191 (HD 5005), ist die ionisierende Quelle des Nebels. Der Nebel enthält auch mehrere Bok-Globulen, in denen durch Infrarotaufnahmen Anzeichen für Sternentstehung festgestellt werden konnten. Ebenfalls in Infrarotaufnahmen ist die Molekülwolke erkennbar, deren ionisierter Teil der Emissionsnebel ist.
NGC 281 wurde am 16. November 1881 vom US-amerikanischen Astronomen Edward Emerson Barnard entdeckt.

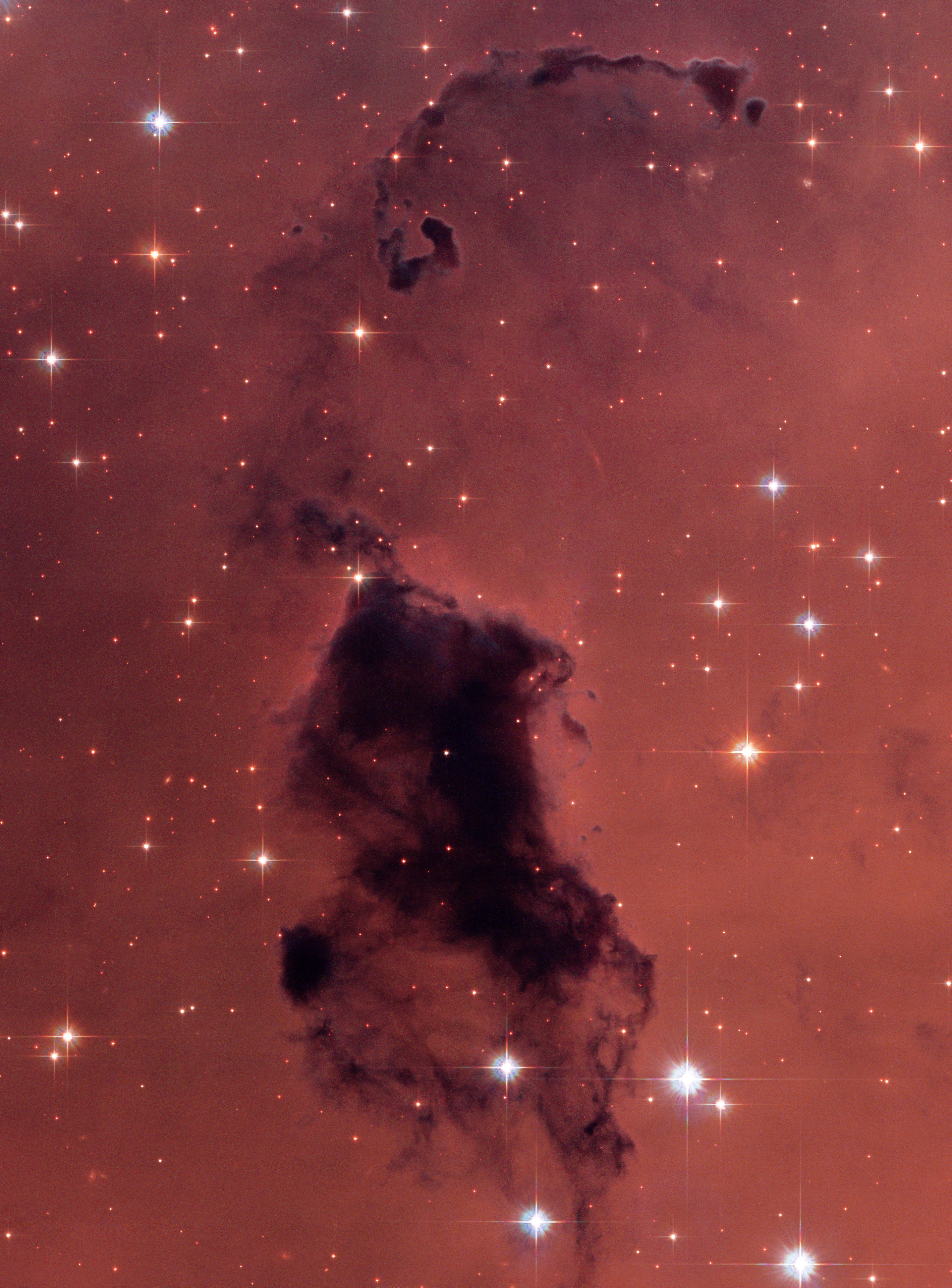
Nahaufnahme einer Bok-Globule in NGC 281 (Hubble-Weltraumteleskop)
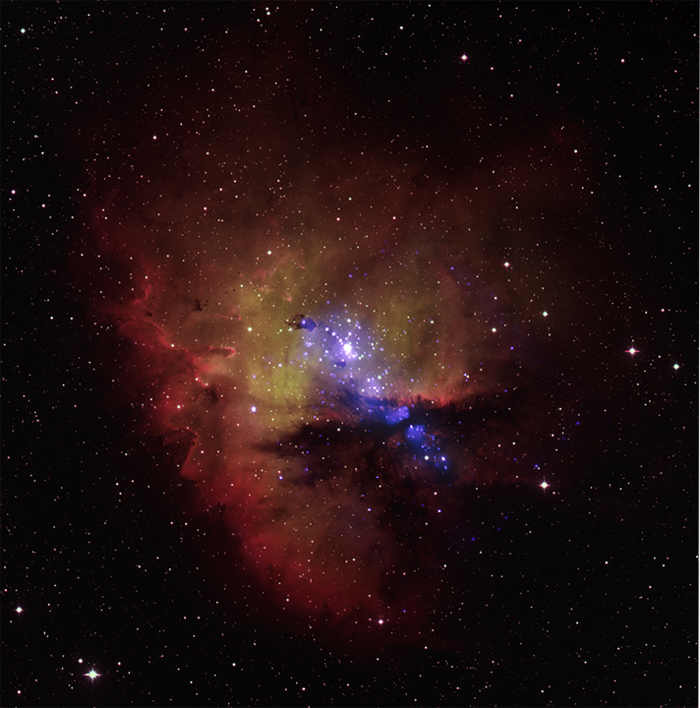
Die Röntgenstrahlung des eingebetteten Clusters IC 1590 ist in der Aufnahme des Röntgenteleskops Chandra violett zu sehen.
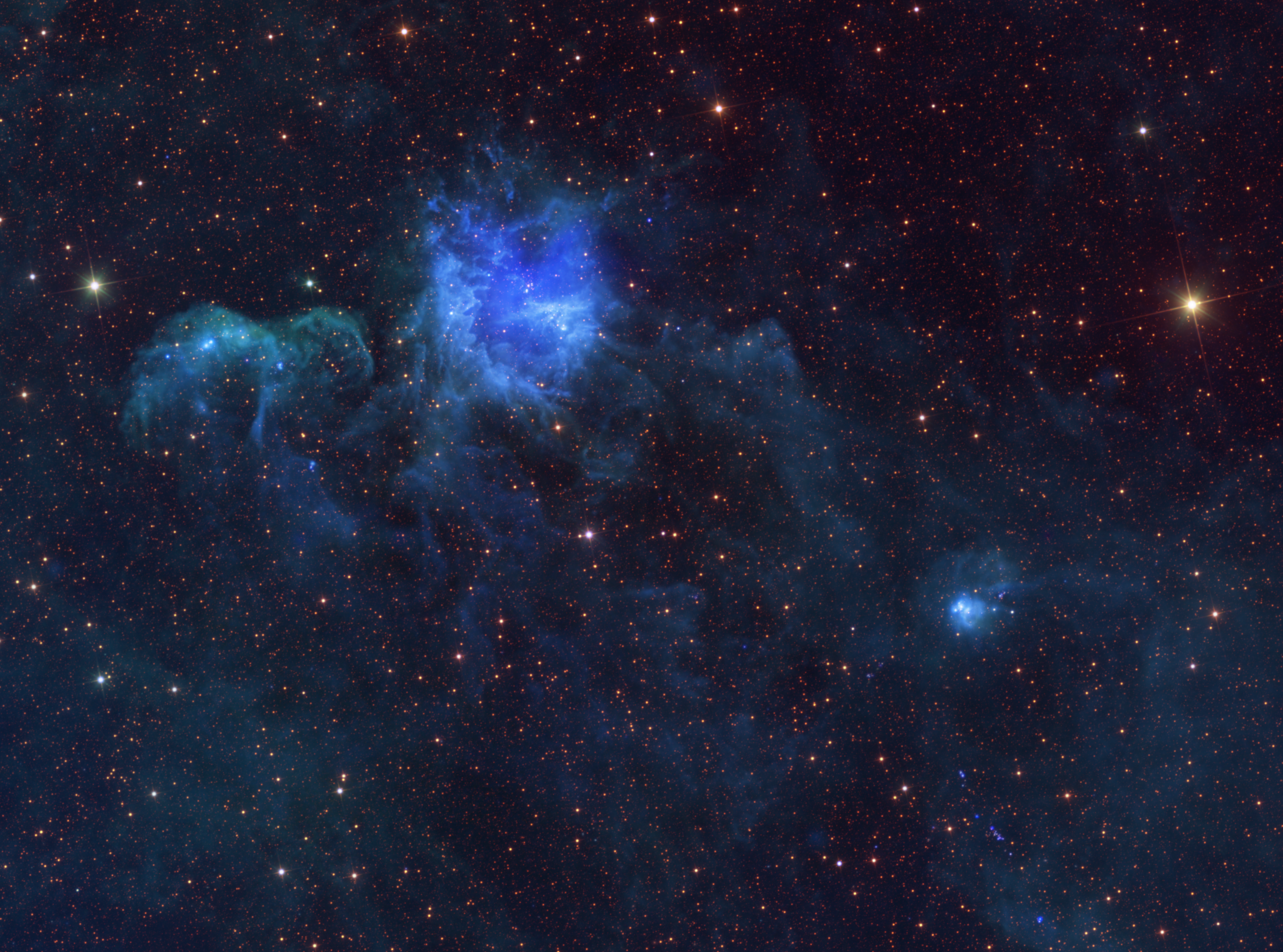
Die Aufnahme des Wide-Field Infrared Survey Explorers zeigt die Molekülwolke, deren ionisierter Teil als Emissionsnebel (blau, links oberhalb der Bildmitte) zu sehen ist.